# Hydaticus basicollis
Hydaticus basicollis is een keversoort uit de familie waterroofkevers (Dytiscidae). De wetenschappelijke naam van de soort is voor het eerst geldig gepubliceerd in 1905 door Régimbart.